# USS Cheyenne (SSN-773)
Lo USS Cheyenne (hull classification symbol SSN-773) è un sottomarino nucleare di classe Los Angeles, terza nave della Marina degli Stati Uniti a prendere il nome dalla città di Cheyenne, Wyoming.
Il contratto di costruzione venne assegnato alla Newport News Shipbuilding and Dry Dock Company di Newport News, (Virginia) il 28 novembre 1989 e l'impostazione della chiglia avvenne il 6 luglio 1992. Il varo avvenne il 16 aprile 1995 sotto il patrocinio della signora Ann Simpson, moglie del senatore del Wyoming Alan K. Simpson.

## Storia
Lo USS Cheyenne fu l'ultimo sottomarino di classe Los Angeles costruito dai cantieri navali Newport News. Dopo la costruzione dello USS Cheyenne, Newport News iniziò i preparativi per la costruzione del primo sottomarino di classe Virginia.
Lo USS Cheyenne entrò in servizio il 13 settembre 1996, con il comandante Peter H. Ozimik al comando. In seguito il sottomarino si trasferì nel porto di Pearl Harbor, nelle isole Hawaii, nel 1998.
Il 23 agosto 2000, lo USS Cheyenne lasciò Pearl Harbor per uno schieramento programmato nelle aree di responsabilità della 5ª e 7ª flotta degli Stati Uniti, come parte del gruppo da battaglia della USS Abraham Lincoln. Durante il dispiegamento fece scalo a Yokosuka, Giappone, dall'8 al 15 settembre. Il 10 novembre, l'SSN 773 entrò nella base navale di Changi per una visita al porto di Singapore di una settimana. In seguito fece due scali a Manama, in Bahrein, dal 14 al 17 e dal 24 al 28 dicembre. Il 12 gennaio 2001 il Cheyenne arrivò alla HMAS Stirling per una visita di cinque giorni al porto di Perth, in Australia. Continuò il dispiegamento facendo scalo a Hobart, Tasmania, dal 22 al 27 gennaio. Il 6 febbraio, il sottomarino d'attacco di classe Los Angeles-Improved entrò nel porto di Apra, Guam, per uno scalo in porto di sette giorni. Il 23 febbraio, lo USS Cheyenne tornò al porto di base dopo un dispiegamento durato sei mesi.
Il 20 febbraio 2002 il comandante Charles J. Doty sollevò il comandante William C. Stacia, Jr., come comandante della Cheyenne.
Lo USS Cheyenne fu la prima nave a lanciare missili Tomahawk nell'Operazione Iraqi Freedom sotto il comando del CDR Charles Doty. Il Cheyenne avrebbe continuato a lanciare con successo il suo intero complemento di Tomahawk, guadagnandosi una "pulizia pulita" per le azioni di combattimento negli ultimi tre mesi di uno schieramento durato nove mesi, dal 31 luglio 2002 al 24 aprile 2003.
Dopo il dispiegamento di nove mesi, il 22 luglio 2003 il Cheyenne entrò nel bacino di carenaggio del cantiere navale di Pearl Harbor per una disponibilità limitata selezionata (Selected Restricted Availability - SRA) di tre mesi.
Tra il 25 e il 27 marzo 2006, nelle acque hawaiane si sono svolte una serie di esercitazioni di guerra antisommergibile che includevano lo USS Cheyenne. Al Carrier Strike Group Nine, parteciparono i sottomarini d'attacco a propulsione nucleare Seawolf, Greeneville, Tucson e Pasadena, nonché aerei P-3 Orion provenienti dagli squadroni di pattugliamento terrestre VP-4, VP-9 e VP-47.
L'8 ottobre 2006, lo USS Cheyenne lasciò la base navale di Pearl Harbor per uno schieramento nel Pacifico occidentale. Dal 16 al 18 ottobre il sottomarino fece scalo nel porto di Apra Harbour, Guam. Il 28 ottobre, il Cheyenne arrivò a White Beach, Okinawa, per una breve sosta in porto prima di partecipare all'esercitazione tattica di guerra anti-sottomarino (TASWEX) '04, dal 29 ottobre al 10 novembre. Il 22 novembre, il sottomarino d'attacco di classe Los Angeles-Improved rientrò nel porto di Apra per riparazioni di viaggio durate 10 giorni dopo aver partecipato all'esercitazione annuale (ANNUALEX) 2004, dal 10 al 19 novembre. Il 13 dicembre, lo USS Cheyenne arrivò alla base navale di Changi, Singapore, per una visita al porto di sei giorni. Il 21 novembre 2007 il Cheyenne tornò alla base navale di Pearl Harbor dopo un dispiegamento durato sei mesi.
Il 1 aprile 2011 lo USS Cheyenne lasciò Pearl Harbor per uno schieramento programmato nel Pacifico occidentale. Il 14 settembre, il sottomarino entrò nelle attività della flotta Yokosuka per uno scalo di routine in porto. Il 30 settembre 2011, lo USS Cheyenne tornò al porto di origine dopo un dispiegamento di sei mesi. Il sottomarino percorse più di 25.000 miglia nautiche e visitò Saipan, Singapore e Guam.

## Nella cultura di massa
- Lo USS Cheyenne protagonista del libro SSN (in Italia conosciuto come: Quota periscopio) di Tom Clancy, che combatte la Marina dell'Esercito Popolare di Liberazione in una guerra immaginaria per le Isole Spratly. È anche presente nell'omonimo videogioco di Tom Clancy chiamato SSN.
- Nel romanzo del 2000 di Judith e Garfield Reeves-Stevens, Quicksilver, al Cheyenne fu ordinato di lanciare un missile da crociera Tomahawk TLAM Block Four, sotto il controllo manuale dell'ufficiale alle armi tenente Miken Marano, all'ingresso del fiume del Pentagono.
- In To the Death di Patrick Robinson, il Cheyenne ha il compito di seguire un chilo iraniano lungo un percorso attraverso il Mar Mediterraneo.